# Guntram Bohatý
Guntram Bohatý (německy Guntram der Reiche, latinsky Guntradamus dives) (cca 930? – 26. března 973) byl říšský hrabě v oblasti Breisgau z rodu Etichonovců, který je považován za praotce rodu Habsburků.

## Život
Guntram Bohatý pocházel z eberhardské větve významného říšského rozrodu Etichonovců, jehož dominium leželo na území dnešního Alsaska a Porýní. Na augsburském říšském sjezdu v srpnu 952 císař Ota I. Veliký Guntrama obvinil ze zrady a odňal mu velkou část jeho majetku.
Guntram Bohatý je možná totožný s Guntramem, jenž je dle tvrzení z kroniky Acta Murensia sepsané v klášteru Muri předkem rodu Habsburků. Pokud by se tento výrok potvrdil, pak by synem Guntrama byl Lancelin.